# Соколачка пећина
Соколачка пећина се налази око 6 км од Шипова на путу Шипово - Бараћи у кањону реке Сокочнице у Републици Српској, БиХ. Одмах насупрот ње је утврђење Соко град. Најатрактивнији је спелеолошки објекат у општини Шипово поред Ваганске пећине.

## Карактеристике
Налази се на 575 м надморске висине, а дужина јој је 110 м. Била је изворног типа, али је спуштањем воде у ниже хоризонтале остала без активне хифролошке функције. Поседује велики број стопног и зидног пећинског накита, саливе и сталактите тамне боје. У њој су проналажени фосилни остаци што упућује да је била насељена. Код улаза у пећину је постављена заштитна капија, а улаз је дозвољен уз пратњу планинарског водича.